# Annopol
Annopolⓘ é um município localizado no leste Polônia. Pertence à voivodia de Lublin, no condado de Kraśnik. É a sede da comuna urbano-rural de Annopol, perto do rio Vístula, à beira do Desfiladeiro do Vístula, na Pequena Polônia.
Estende-se por uma área de 7,7 km², com 2 383 habitantes, segundo o censo de 31 de dezembro de 2021, com uma densidade populacional de 309,5 hab./km².
Nos anos 1975−1998, a cidade pertenceu administrativamente à voivodia de Tarnobrzeg.
Annopol está localizado na antiga região de Lublin, na área da histórica da Pequena Polônia.

## História

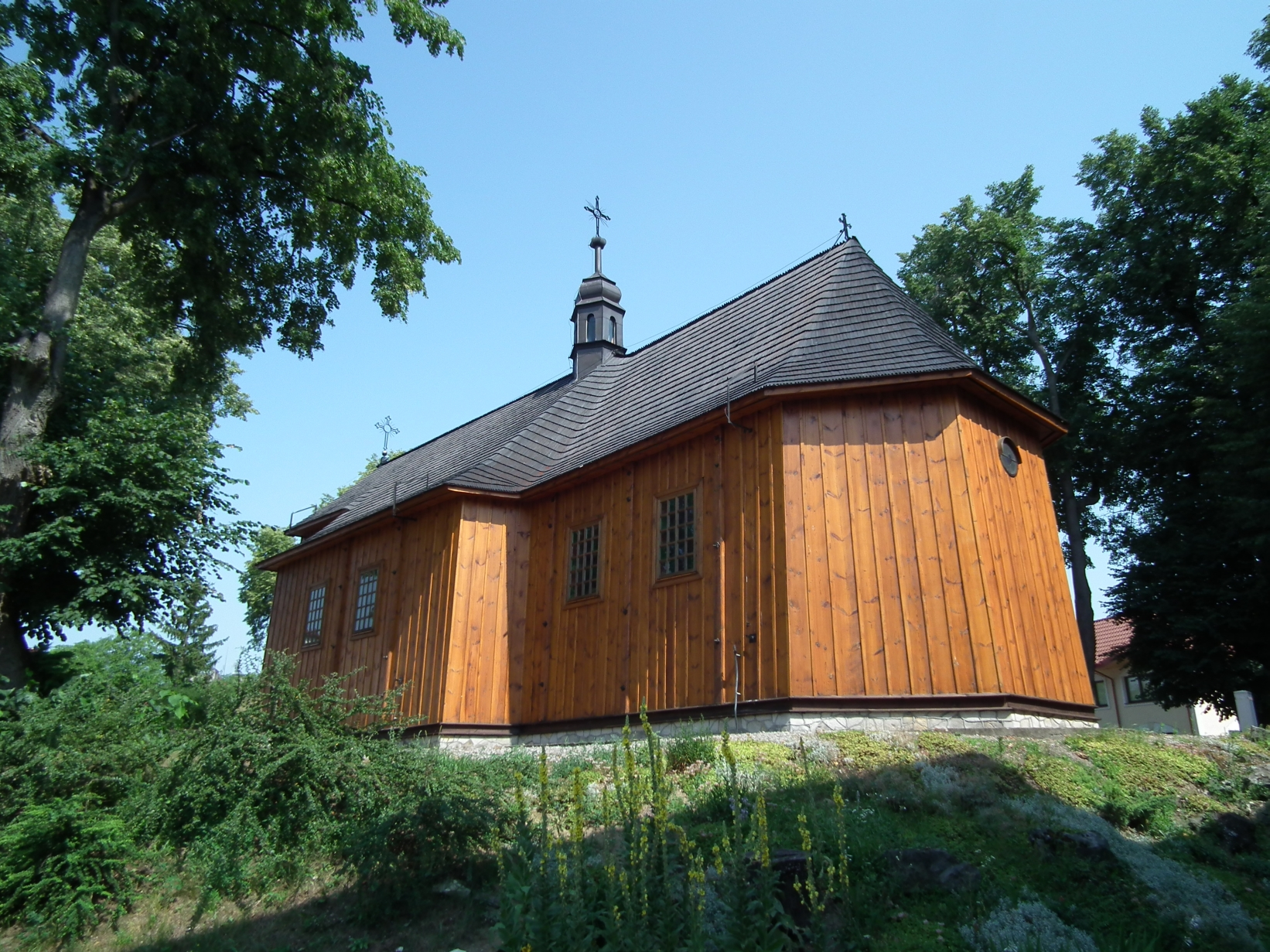
Igreja paroquial de São Joaquim e Santa Ana do século XVIII

Annopol foi fundada na antiga terra da vila de Rachów, registrada desde o século XV, que foi nos séculos XVI e XVII era propriedade das famílias nobres de Rachowski, Czyżowski, Morsztyn e Tymiński. Em 1415, era propriedade do nobre Jan Dłuto de Słupia. Nos séculos seguintes, um porto fluvial foi construído no rio Vístula. Aproveitando-se desse fato, os proprietários fundaram aqui a cidade. A primeira informação sobre a existência de Rachów vem de 1724, quando esta recebeu o privilégio de ter feiras e direitos municipais. Um novo documento foi dado a eles pelo proprietário J.T. Morsztyn em 1740. Por sua vez, em 1761, Antoni Jabłonowski emitiu um documento que deu à cidade o nome de Annopol em homenagem a sua esposa Anna. No entanto, como foi o caso de muitas cidades licenciadas, o novo nome não foi aceito de imediato. Muitas vezes, ainda na segunda metade do século XVIII, a cidade se chamava Rachów. Este foi o caso em 1765 e 1778. Em 1781, Annopol foi registrada pela primeira vez em censos oficiais. Uma nota semelhante foi escrita em 1786 e 1787, e em 1790 Rachów aparece novamente. Em 1792, chamava-se Hannopol, e na consagração da igreja de 1806, ambos os nomes foram registrados como “oppidum Annopol seu Rachów”. A partir de 1827, o nome Annopol foi usado.
Após as partições da Polônia, em 13 de janeiro de 1870, por decisão das autoridades russas, Annopol foi privada de seus direitos municipais (outras fontes dizem 1869). Em 1914, unidades das Legiões Polonesas e unidades da Cracóvia da 12.ª Divisão de Infantaria do exército austríaco cruzaram o Vístula perto de Annopol e, em 23 de agosto de 1914, lutaram contra os russos perto da cidade. Uma extensa descrição das batalhas perto de Annopol com um mapa foram incluídas nas memórias do general Tadeusz Rozwadowski, que comandava a artilharia austríaca.
Durante a agressão do Terceiro Reich contra a Polônia, na área de Annopol, Józefów e Tarnobrzeg, as tropas do 10º Exército alemão cruzaram o rio Vístula para o leste. Da área de Księżomierz, a Brigada Motorizada Blindada de Varsóvia, entre outras, tentou neutralizar a força alemã no rio perto de Annopol.
No verão de 1944, a área de Annopol foi um campo de batalha entre o Exército Vermelho e a Wehrmacht. Por fim, os combates, que envolveram, entre outros, duas divisões soviéticas, terminaram com a captura de Annopol e a libertação dos habitantes da cidade da ocupação alemã que durava desde 1939. A 58.ª Divisão de Rifles comandada pelo coronel Aleksandr Szykita e a 389.ª Divisão de Rifles comandada pelo general Leonid Kołobow cruzaram o rio Vístula em 30 de julho de 1944 e capturaram as tão necessárias cabeças de ponte em sua margem ocidental.
Em 1 de janeiro de 1996, o Conselho de Ministros concedeu novamente à cidade o estatuto de cidade.

### História dos judeus em Annopol
Nos séculos XVII e XVIII, os judeus começaram a instalar-se na vila, embora os documentos mais antigos que confirmam a sua presença remontem ao século XVIII. Em 1764, 136 judeus viviam aqui, e em 1787, 106, que constituíam 44% da população total. Com o tempo, o número de judeus aumentou − em 1897, 575 judeus viviam em Annopol, e em 1921 − 1 251, o que constituía 72,9% da população total. Os judeus de Annopol se dedicavam principalmente ao comércio de grãos e gado, propinação de álcool (o direito exclusivo do proprietário de terras de produzir e vender cerveja, vodca e mel dentro de sua propriedade e o privilégio de importar esses produtos de outras cidades e obter renda com isso), arrendamento de pousadas, armazéns de sal e pomares, bem como artesanato e concessão de empréstimos antiéticos, usura.
A cidade abrigava um fundo imobiliário GMAH, um banco judeu e um sindicato de artesãos que oferecia aulas noturnas e atividades culturais. Também operavam lá partidos sionistas e grupos pioneiros como o Agudat Israel − partido judaico ortodoxo fundado como organização operária para proteger os direitos dos trabalhadores judeus ortodoxos, além de observar os mandamentos de justiça social da Torá − e um pequeno grupo do Bund − um partido socialista judeu.
Após a eclosão da Segunda Guerra Mundial, muitos refugiados judeus de outras partes da Polônia vieram para Annopol, incluindo de Kalisz e Lodz. Poucos dias depois de tomar a cidade, os alemães assassinaram o rabino Raphael Leventhal e o shav local (açougueiro e examinador) Label Korono. Os ocupantes formaram o "Conselho Judeu", e Bunem Mandelkar, o presidente da comunidade antes da guerra, foi colocado à frente dela. Em janeiro de 1940, os alemães enforcaram dez judeus acusados de negociar no mercado negro. A partir de março de 1940, os judeus locais foram obrigados a usar braçadeiras com a Estrela de David. Os alemães montaram dois campos de trabalho para judeus em Rachów e Janiszów, e na primavera de 1940 eles criaram um gueto, e a polícia judaica foi criada, comandada por Benjamin Katzenelbogen. Em maio de 1942, havia cerca de 2 000 judeus em Annopol. Os alemães estabeleceram dois campos de trabalho para judeus em Rachów e Janiszów e, na primavera de 1940, construíram um gueto. Em 15 de outubro de 1943, os ocupantes começaram a liquidar o gueto. Após a seleção inicial, pessoas saudáveis e fortes foram enviadas para campos de trabalho em Janiszów e Gościradów. Idosos e enfermos foram assassinados no local. O resto da população judaica foi enviada para o gueto em Kraśnik e depois para o campo em Bełżec, onde foram assassinados.
Os judeus em Annopol tinham duas sinagogas − a antiga e a nova, e dois cemitérios − o antigo e o novo.

## Monumentos e atrações turísticas
- Portão, muro — século XIX (hoje área edificada)
- Destilaria — 1909, por volta de 1920, um moinho
- Igreja paroquial — São Joaquim e Santa Ana de 1740
- Capela na rua Radomska
- Pequena Polônia Desfiladeiro do Vístula
- Edifício residencial com quatro apartamentos, muro — segunda metade do século XIX
- Parque paisagístico — séculos XIX/XX
- Celeiro, muro — séculos XIX/XX
- Rua Kościuszko: casas n.º 4, 8, 10, 12 — início do século XX
- Rua Lubelska: casas n.º 1, 9, 13, 27 — década de 1920
- Igreja de tijolos projetada por Stanisław Fertner — 1936−1938
- Colinas Urzędowskie
- Cemitério judaico

## Demografia

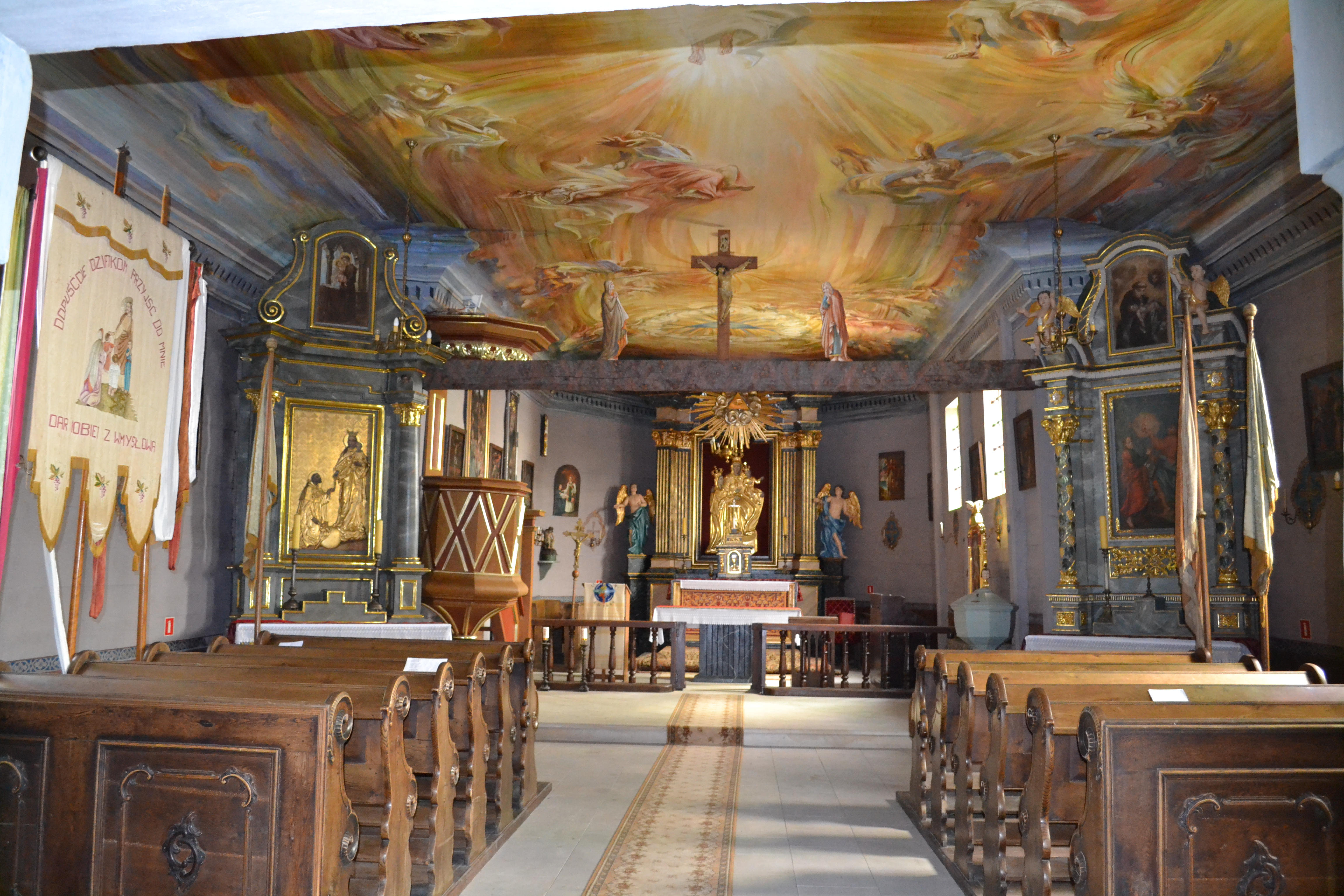
Interior da igreja de madeira de São Joaquim e Santa Ana (1740)

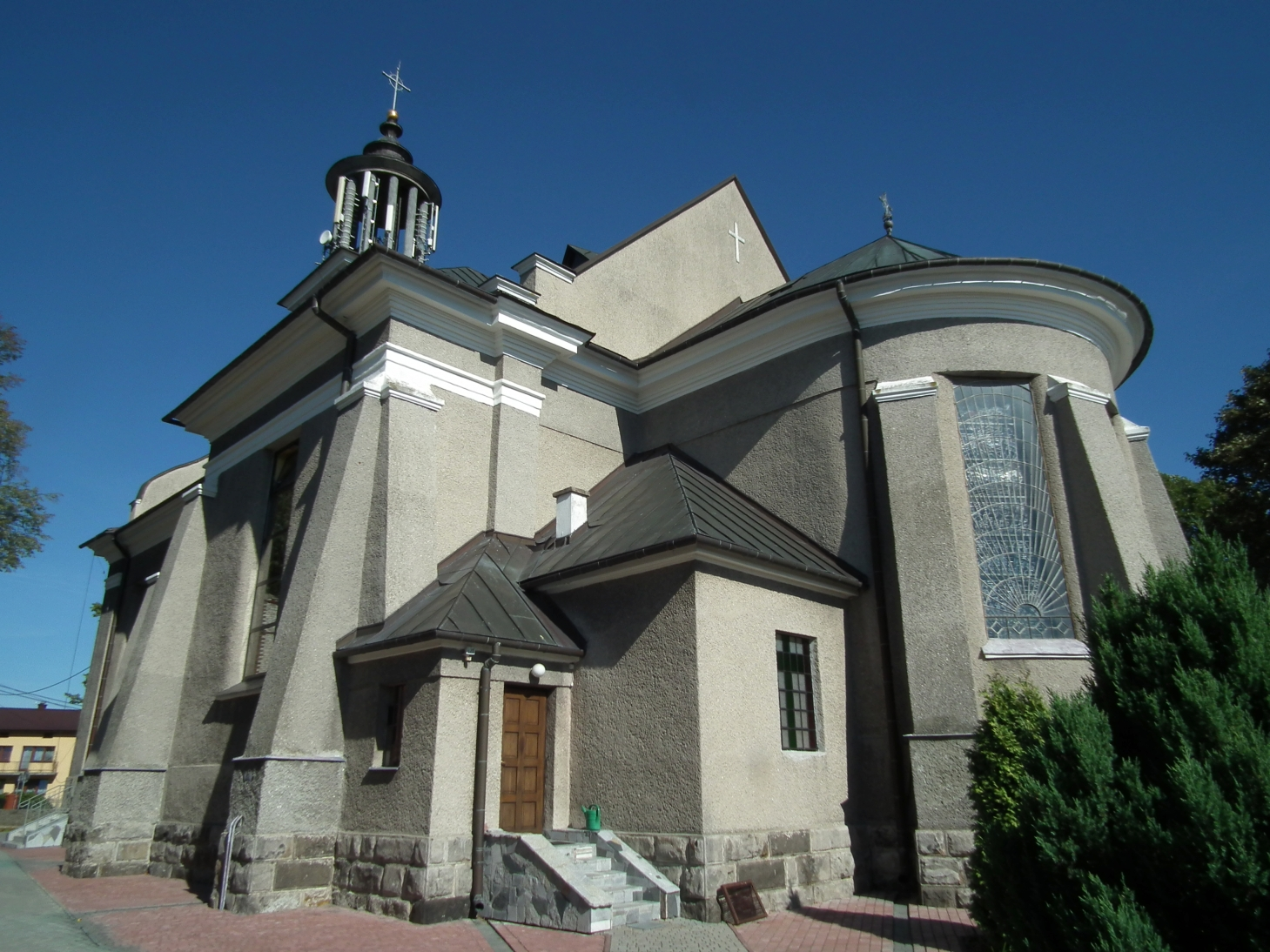
Igreja de tijolos de São Joaquim e Santa Ana

Conforme os dados do Escritório Central de Estatística da Polônia (GUS) de 31 de dezembro de 2022, Annopol é uma cidade muito pequena com uma população de 2 325 habitantes (38.º lugar na voivodia de Lublin e 825.º na Polônia), tem uma área de 7,7 km² (40.º lugar na voivodia de Lublin e 699.º lugar na Polônia) e uma densidade populacional de 301 hab./km² (32.º lugar na voivodia de Lublin e 734.º lugar na Polônia). Nos anos 2002–2021, o número de habitantes diminuiu 12,6%.
Os habitantes de Annopol constituem cerca de 2,49% da população do condado de Kraśnik, constituindo 0,11% da população da voivodia de Lublin.
| Descrição                         | Total      | Total   | Mulheres   | Mulheres | Homens     | Homens  |
| --------------------------------- | ---------- | ------- | ---------- | -------- | ---------- | ------- |
| unidade                           | habitantes | %       | habitantes | %        | habitantes | %       |
| população                         | 2 325      | 100     | 1 186      | 51,0     | 1 139      | 49,0    |
| superfície                        | 7,7 km²    | 7,7 km² | 7,7 km²    | 7,7 km²  | 7,7 km²    | 7,7 km² |
| densidade populacional (hab./km²) | 301        | 301     | 153,5      | 153,5    | 147,5      | 147,5   |

## Transportes
Em Annopol, há uma ponte sobre o rio Vístula ao longo da estrada nacional n.º 74. As estradas provinciais n.º 824 e n.º 854 também atravessam a cidade.

## Comunidades religiosas
- Igreja Católica de Rito Latino:
  - Paróquia de São Joaquim e Santa Ana[19]
- Testemunhas de Jeová:
  - Congregação em Annopol (Salão do Reino na rua Puławska 22)